# Parque nacional del Lago Manyara
El parque nacional del Lago Manyara (en suajili: Hifadhi ya Ziwa Manyara) es un espacio protegido en la región de Arusha, en el país africano de Tanzania. La mayoría de la superficie del parque es una estrecha franja que corre entre el muro del Rift Gregory hacia el oeste y el lago Manyara, un lago alcalino, hacia el este.
El parque consta de 330 km² de tierras áridas, bosques y el lago, que cubre hasta unos 240 km² durante la estación húmeda, pero que casi llega a desaparecer en la época seca.

## Galería de imágenes

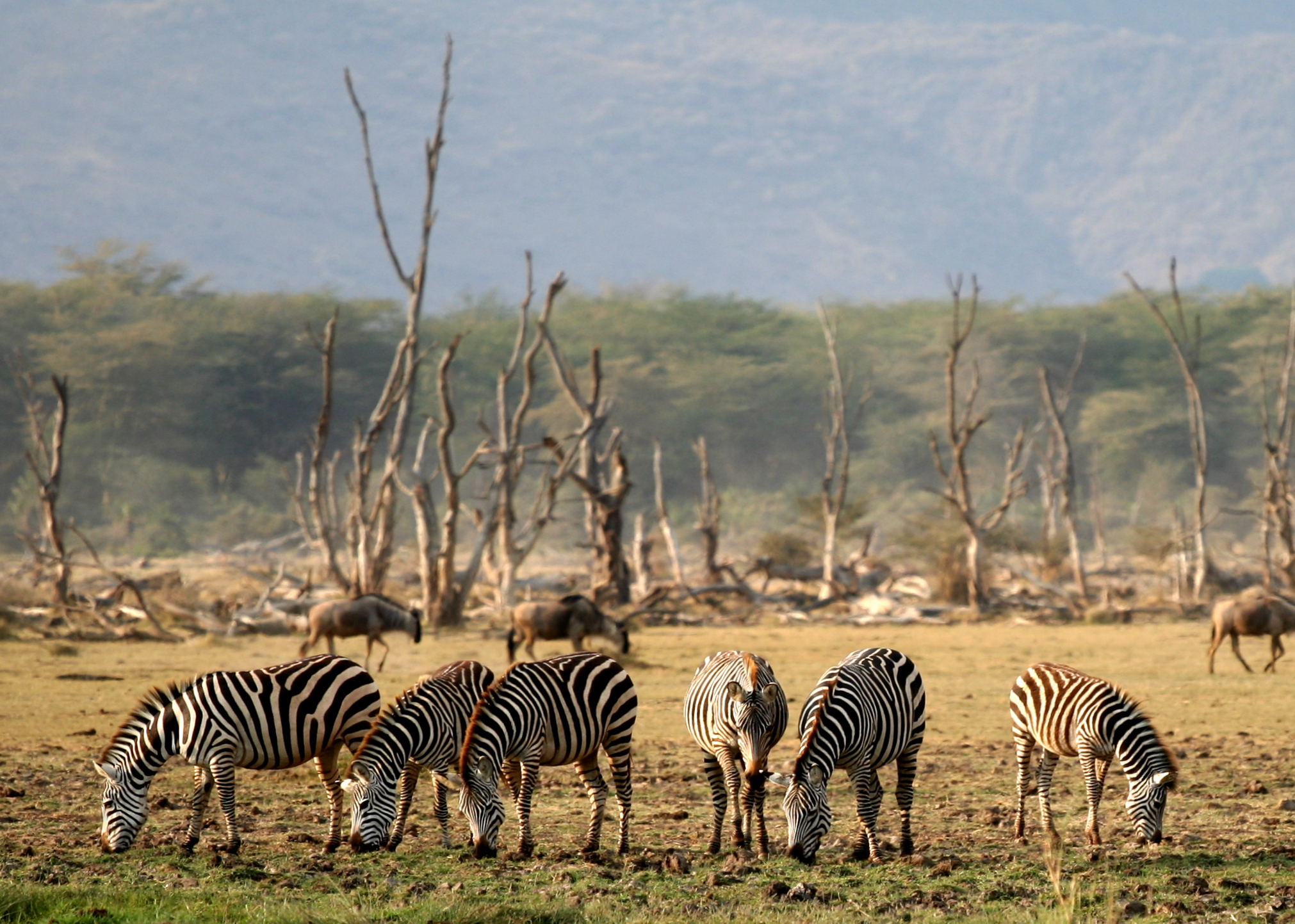
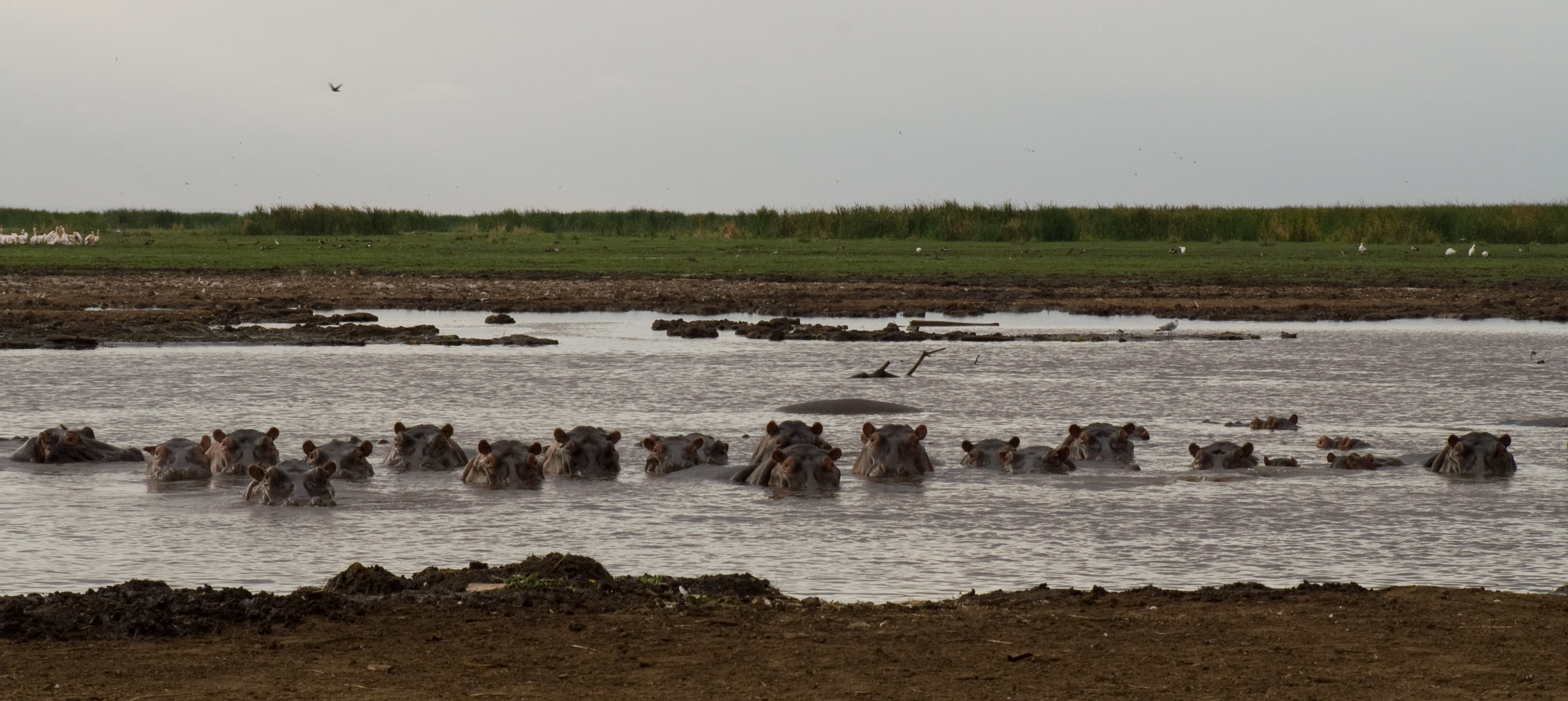
Hipopótamos.
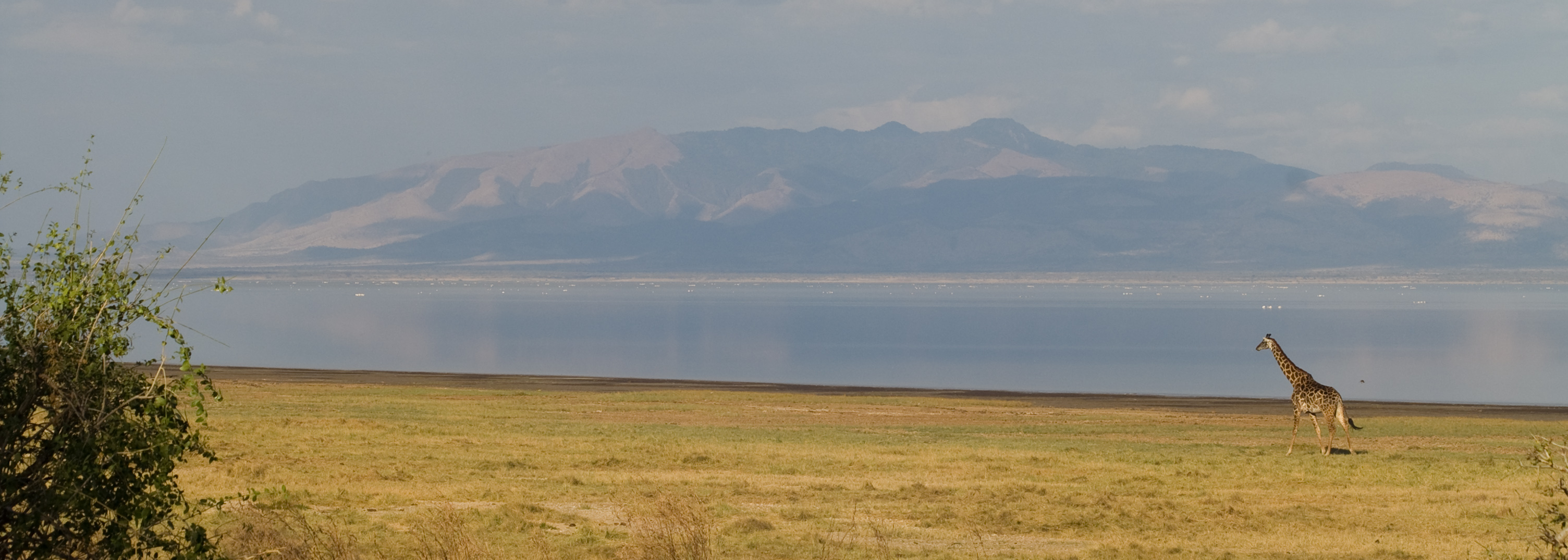
Jirafa.
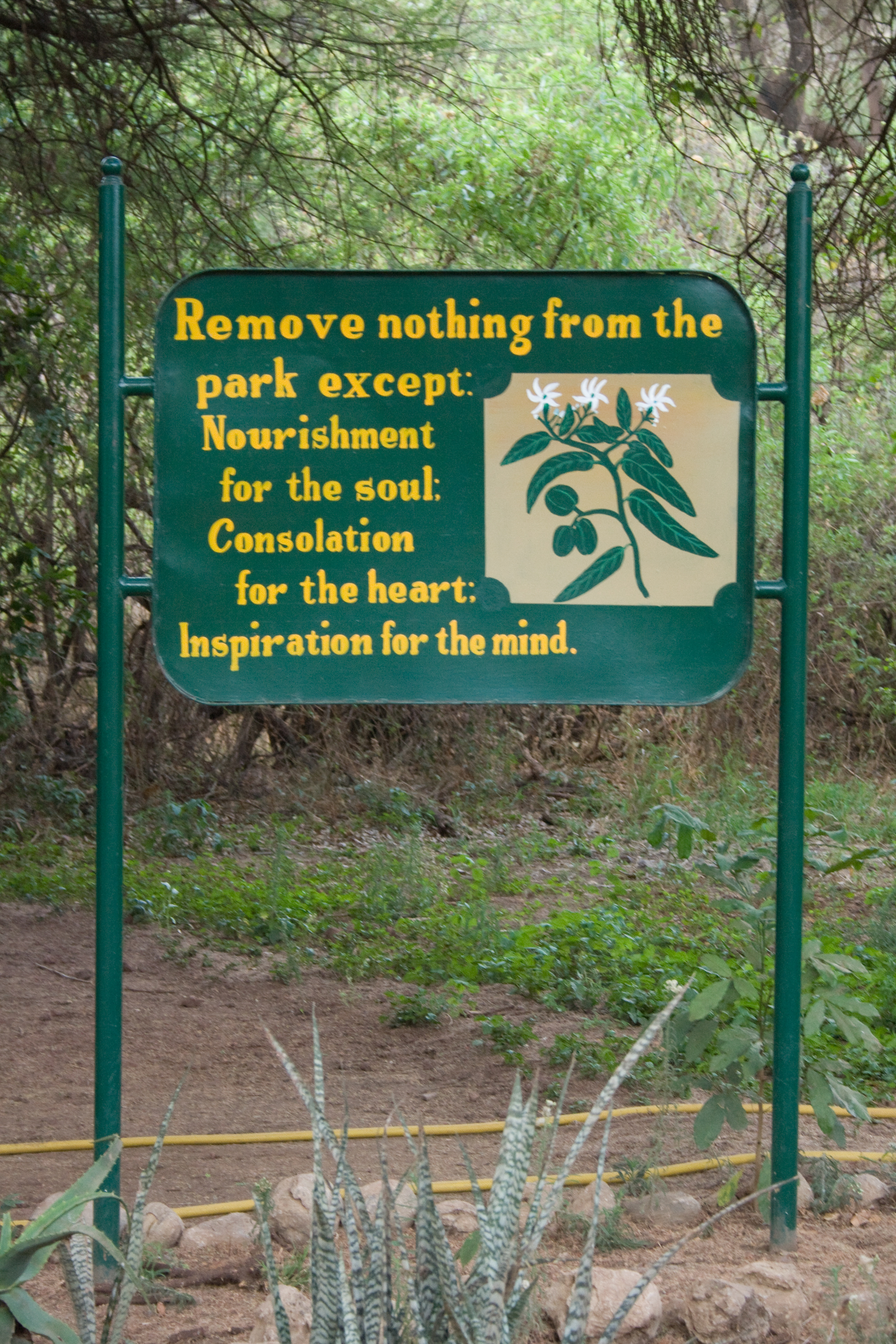